# Miguel Itzigsohn
| 1569 Evita       | 3 agosto 1948     |
| 1571 Cesco       | 20 marzo 1950     |
| 1581 Abanderada  | 15 giugno 1950    |
| 1582 Martir      | 15 giugno 1950    |
| 1588 Descamisada | 27 giugno 1951    |
| 1589 Fanatica    | 13 settembre 1950 |
| 1596 Itzigsohn   | 8 marzo 1951      |
| 1608 Muñoz       | 1º settembre 1951 |
| 1684 Iguassú     | 23 agosto 1951    |
| 1688 Wilkens     | 3 marzo 1951      |
| 1779 Paraná      | 15 giugno 1950    |
| 1800 Aguilar     | 12 settembre 1950 |
| 1801 Titicaca    | 23 settembre 1952 |
| 1821 Aconcagua   | 24 giugno 1950    |
| 1970 Sumeria     | 12 marzo 1954     |

Miguel Itzigsohn (Bruxelles, 21 novembre 1908 – La Plata, 30 gennaio 1978) è stato un astronomo argentino di origine belga. Nella sua carriera scoprì quindici asteroidi tra il 1948 e il 1954, oltre ad aver studiato alcune comete.
L'asteroide 1596 Itzigsohn è così chiamato in suo onore.

## Biografia
Direttore del dipartimento di Astrometría Extrameridiana y Mecánica Celeste dal 1955 al 1972 presso l'osservatorio di La Plata, specializzato in astrometria e meccanica celeste,  il Minor Planet Center gli accredita la scoperta di quindici asteroidi, effettuate tra il 1948 e il 1954.
Fu destituito per decisione dell'intervento dell'UNLP nel 1975. Era padre di quattro figli, Miguel, María Dora, Marta Paulina e Matilde, che sarebbero stati rapiti dalla dittatura e scomparsi nell'ESMA durante la dittatura argentina del 1976.
Tra il 1963 e il 1966 fu membro dell'Associazione Argentina di Astronomia, sotto la presidenza di Jorge Sahade e la vicepresidenza di Carlos Ulrrico Cesco.
Oltre a 1569 Evita, Miguel Itzigsohn dedicò ad Evita Perón, utilizzandone vari epiteti con cui era nota, anche 1581 Abanderada, 1582 Martir, 1588 Descamisada e 1589 Fanatica.